# デンマークの歴史

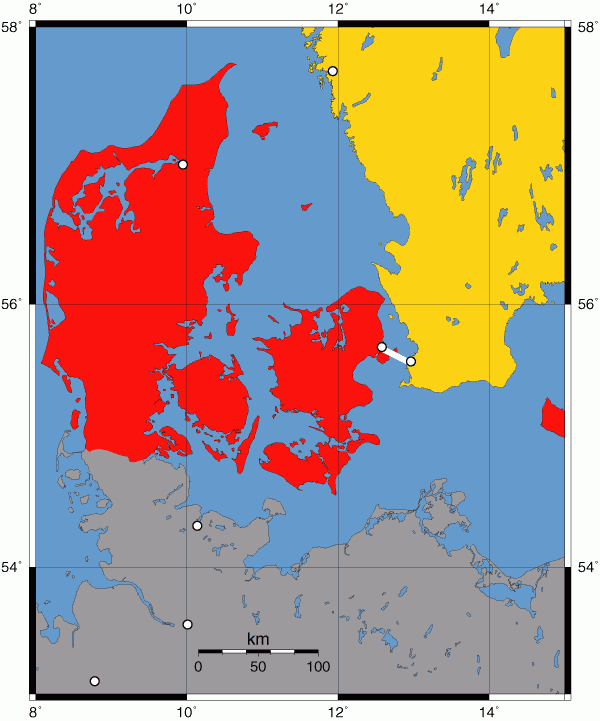
20世紀末のデンマークの国土（赤）、スウェーデン（黄色）も示した

デンマークの歴史（デンマークのれきし）では、先史から現代までのデンマークの歴史を述べる。

## 先史時代

### 北欧石器時代
現在のデンマークには紀元前12000年頃から人が住み続けていると考えられている。デンマーク地方で新石器時代が始まったのは紀元前3000年頃と考えられており、同じ頃、農業が始まったと見られる。紀元前2000年頃、インド・ヨーロッパ系の人々の侵入によって単葬墳文化がもたらされた。

### 北欧青銅器時代
紀元前1500年頃青銅器文化がデンマーク地方に到来したと見られる。ドイツから北欧にかけて分化し成立したゲルマン人（西方系）の住む地となっていった。

### 鉄器時代
紀元前500年頃、ケルト人により北欧に鉄器がもたらされた。これ以降を、ケルト鉄器期（前ローマ鉄器期）と称する。この時期に集落の形成が進んだ。
紀元前後に入ると、ローマ人との接触が見られた（これよりローマ鉄器期）。北欧とローマ帝国の間では交易も行われ、北欧からは毛皮、琥珀などが輸出され、ローマから祝杯やワインなどが輸入されたと考えられる。ローマ鉄器期の発掘物に沼地から発掘された湿地遺体がある。著名なものにトーロン人（Tollundmanden）、グラウベール人（rauballemanden）がある。デンマーク内で100体以上の遺体が見つかっており、その中には極めて保存状態が良好なものもある。なぜ沼地に多くの遺体が眠っているのかという理由については、処刑説や人身御供説などが存在する。
5世紀頃よりゲルマン鉄器期に入る。この時期における史料は欠落しており、正確なことは分からない。遺跡からはローマの金製品などが出土している。

### デーン人の到来
ゲルマン民族移動の時代に、北方系ゲルマン人（ノルマン人）の一派であるデーン人が、スウェーデン南部スコーネ地方を通って現在のデンマークの地へ到来した。それまでの先住民である西方系ゲルマン人のアングル人、サクソン人、ジュート人を圧倒し、最終的に同化していった。デーン人は現在のデンマーク人の祖先となった。
彼らを知る文献、伝承として、サーガや北欧神話などがあり、北ゲルマン人の文化や思想などの動向を見る事ができる。

## 中世

### ヴァイキング時代

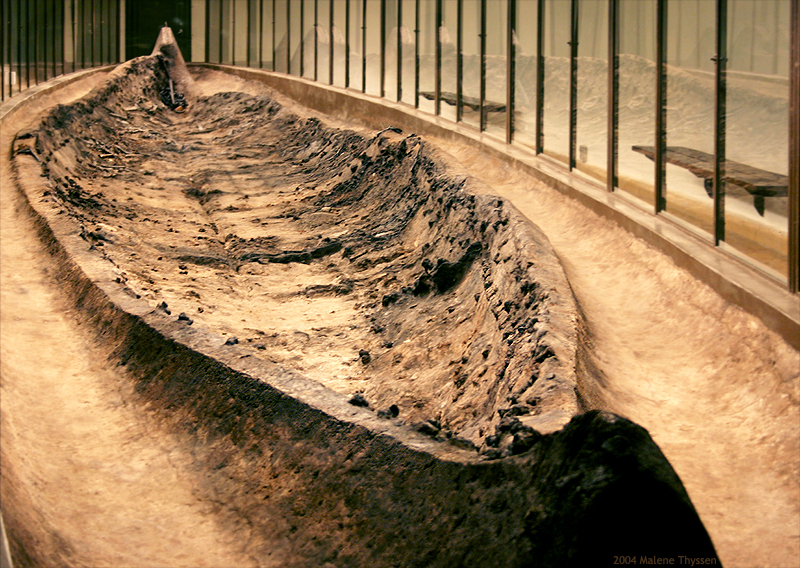
Ladby ship--デンマークで見つかった最大級の埋葬船

北欧史において8世紀から11世紀にかけては「ヴァイキング時代」と呼ばれる。デーン人もヴァイキングとして知られる。優れた造船と航海技術により、デーン人はフランスやブリテン島を攻撃し、征服していった。
文献に登場する最初のデーン人の王は8世紀前半のオンゲンドウスであり、彼はヴァイキングの首長であったと見られる。デーン人の最初の王たちは、デーン人の居住域の南端にダーネビアケという土塁を構築して、ヘーゼビューとハイタブの交易地防衛と国土への他勢力侵入の防止に意を注いだ。
デーン人は西ヨーロッパ一帯を襲撃し、現在のイングランド、アイルランド、フランス、スペイン、ポルトガル、イタリアなどに侵攻した。

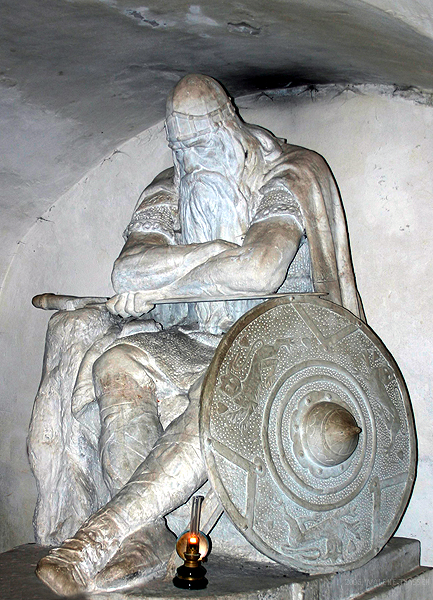
デーン人の伝説の英雄ホルガー・ダンスク（オジェ・ル・ダノワ）

ヨーロッパ大陸では、9世紀初頭になるとカール大帝率いるフランク王国が勢力を拡大し、デーン人の支配する地域の南端にまでさしかかった。フランク王国の文献にはデーン人の存在が記載されている（例えば、"Notker of St Gall"）。"Notker of St Gall"によれば、804年ゴズフレズ王が海軍を伴い現在のホルシュタインに現れ、フランク王国と外交交渉を行なった。808年、ゴズフレズ王はオボトリート族を攻撃し、レリクを支配して、そこにいる住民をヘーゼビューに移住させている。809年、ゴズフレズ王の姉か妹をカール大帝の側室として和議を結ぼうとしたが、和平交渉は決裂した。翌810年、ゴズフレズ王は200隻の船でフリースラントを攻撃し、海軍力を持たなかったフランク王国は防戦に事を欠いた。
ヴァイキングは海岸線を伝い、現在のフランスやオランダにあたる地をしばしば攻撃した。デーン人は、834年にフランク王国を襲撃、843年にはロワール川の河口に近いナントを襲った。
デンマークでは現在のデンマーク王家の実質上の始祖であるゴーム老王がユトランド半島のイェリングの地に興起した。ゴーム老王の子のハーラル1世（ハーラル青歯王、ハラルド、958年頃即位）は現在のデンマークとスウェーデン南部の統一をほぼ達成した。彼はキリスト教を受け入れ改宗した。

### 「デーン人の国」
デンマークの国名は、「デーン人の国」という意味であり、「デーン人」とはユラン半島（ユトランド半島）のノルマン人のことである。イングランドやアイルランドでは、現在のデンマーク方面からやって来るノルマン人を「デーン人」と呼称した。ただし、この時代における「デーン人」の概念を、現在のデンマーク人と同一のものと考えてはならない。この段階では、「デンマーク君主の統率下にある人々」という程度にすぎない（一例を挙げれば、この時代にスカンディナヴィア半島からユトランド半島にやってきてデンマーク王に従えば「デーン人」である。決して、「スウェーデン人」傭兵や「ノルウェー人」傭兵ではない）。この時代においては、民族としての「デンマーク人」、「スウェーデン人」、「ノルウェー人」は確立しておらず、「デーン人」は必ずしも民族共同体を意味しておらず、いわば緩やかな政治的共同体だったのである。
『フランク王国年代記』などには、デーン人の領域は今のデンマーク王国より広大であったと記されており、遺跡の発掘調査からもこれを裏付ける遺構・遺物が検出される。出土品の共通性などから、当時のデーン人は少なくとも4つの部族から構成されていたものと推測されている。いずれも便宜上、現在での地名で記す。
1. スコーネ（含マルメ、ルンド）、東シェラン（含コペンハーゲン）
2. 西シェラン、フュン（含オーデンセ）、スレースヴィ
3. 中部ユラン（含オーフス）
4. 北部ユラン（含オールボー）、東部ノルウェー（含オスロ）

デーン人の文化圏と思われる地域は現在のデンマーク、シュレースヴィヒ＝ホルシュタイン州、南部・西部スウェーデン、東部ノルウェーという非常に広大な地域に広がっており、かなりの勢威を振るっていたことがうかがわれる。また、陸続きよりも「海続き」の方が交通量・物流量が多く、その頻度が密であったことを確認することができ、デーン人があらためて海洋民族であることが確かめられた。

### キリスト教の受容
| ルーン文字で記載されたイェリング墳墓群にはハーラル青歯王が980年頃にデンマークを統一しキリスト教化したことが記載されている。 |  | ルーン文字で記載されたイェリング墳墓群にはハーラル青歯王が980年頃にデンマークを統一しキリスト教化したことが記載されている。 |
| ルーン文字で記載されたイェリング墳墓群にはハーラル青歯王が980年頃にデンマークを統一しキリスト教化したことが記載されている。 |  | |

9世紀、フランク王ルートヴィヒ1世の命によって北欧布教が行われた。この際、当時の交易地であったヘーゼビュー（ユラン半島東部）に教会が設けられたとされるが、結局は撤退を余儀なくされた。だが、948年までにはスレースヴィ、リーベ、オーフスに司教座が設置されていたことが確認されている。960年頃にはハーラル1世（ハーラル青歯王）がユラン半島からスコーネにかけて王国を築きあげていた。また、彼は洗礼を受けキリスト教徒となり北欧の神々への信仰を放棄した。キリスト教徒になることにより神聖ローマ帝国の支援を受けることとなり、北欧固有の神々を信仰するハーラル1世の敵を滅ぼすのに有用だった。この時代にハーラル青歯王が王国統治をより効率的にするために安定した行政機構を作ったという証拠はないが、教会が王権を強化しかつ維持するための中央集権的かつ宗教的イデオロギーとして働いているのである。

### 北海帝国、ヴァルデマー時代

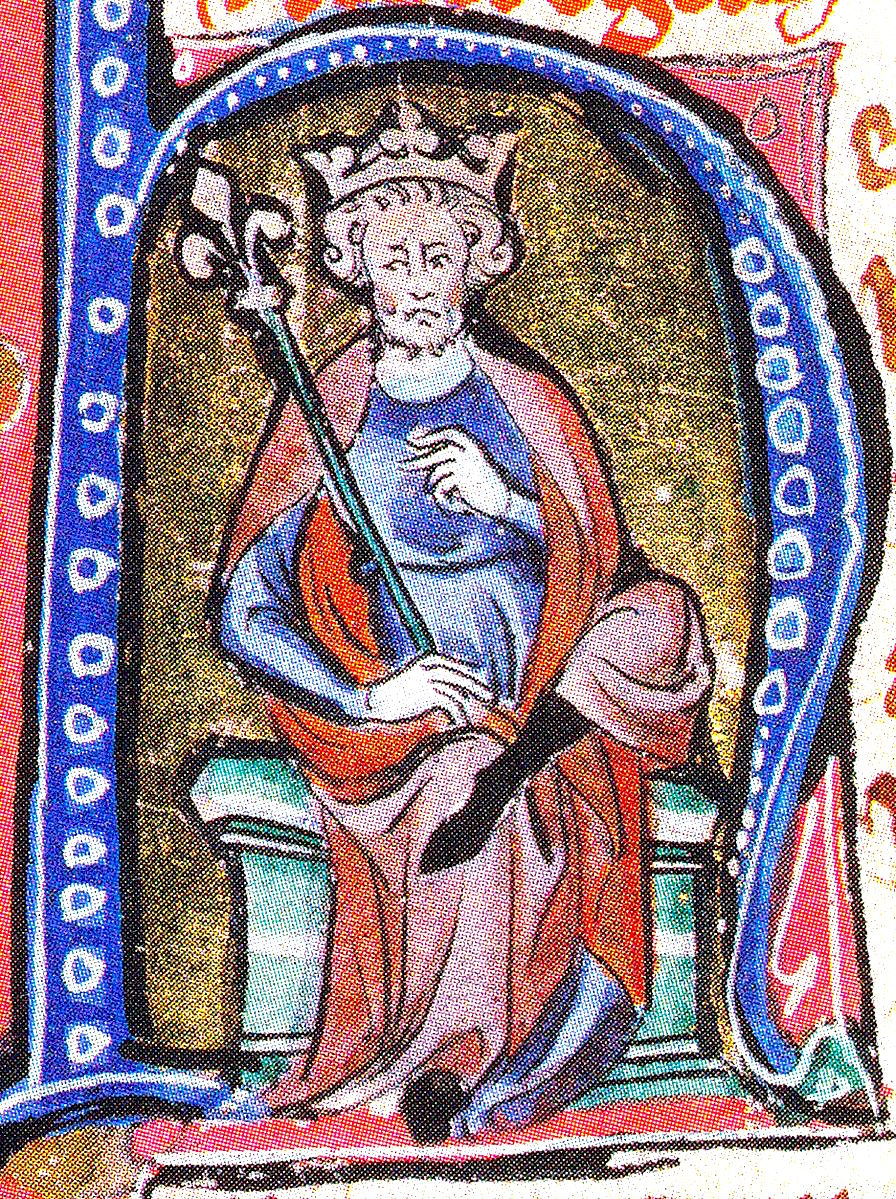
北海帝国を築いたクヌーズ大王

11世紀、クヌーズ2世（クヌーズ大王）は、イングランドに侵攻し、デンマークからイングランド、ノルウェーにまたがる北海帝国を築き上げたが、彼の死後、北海帝国は崩壊し、王位継承を巡って国内の混乱が続いた。

北海帝国の領域

クヌーズ2世の後を襲ったハーデクヌーズは1042年、後継者を残さずイングランドのランベスで果てた。その後、ノルウェー王マグヌス1世（マグヌス善王）が1042年にデンマーク王として即位したが、クヌーズ2世の甥にあたるスヴェン2世が1047年にマグヌス善王を追い出し、デンマーク王となった。
スヴェン2世はスカンディナヴィア全土を管轄していたハンブルク＝ブレーメン司教区の司教Adalbert of Hamburgと良好な関係を築いた上で、ハンブルク＝ブレーメン司教区の許可の下、デンマーク国内を8つの司教区に分割し、各地に司教を配置した。しかし、スヴェン2世没後、一族内で後継者争いが勃発、王家の力が削がれ、貴族が勢力を台頭していく中で、1157年、当時王位を巡り争っていた三人のうちスヴェン3世、クヌーズ5世が殺害され、生き残ったヴァルデマーが単独で王位に就くことに成功した。のちのヴァルデマー1世である。

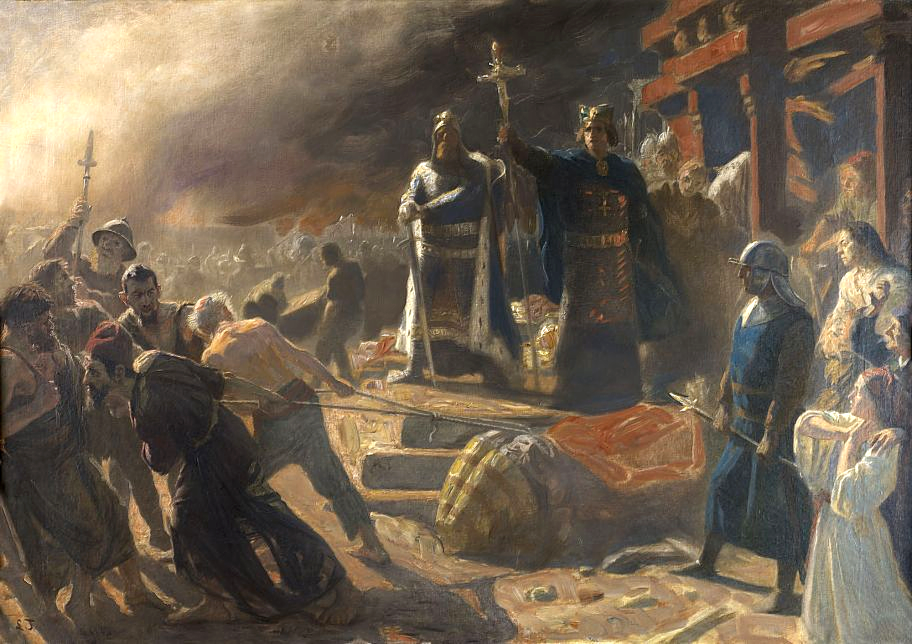
アブサロン

1157年、王位に就いたヴァルデマー1世（ヴァルデマー大王）のもとで、混乱したデンマーク王国の再建が始まった。幼馴染でロスキレ司教であるアブサロンの協力の下、王権の強化を図るとともに、バルト海南岸のヴェント人に攻撃を仕掛けるなど、本格的なバルト海進出の第一歩を踏み出した。また、アブサロンはエーアソン海峡の海岸に要塞を築いた。これがコペンハーゲンの発祥である。

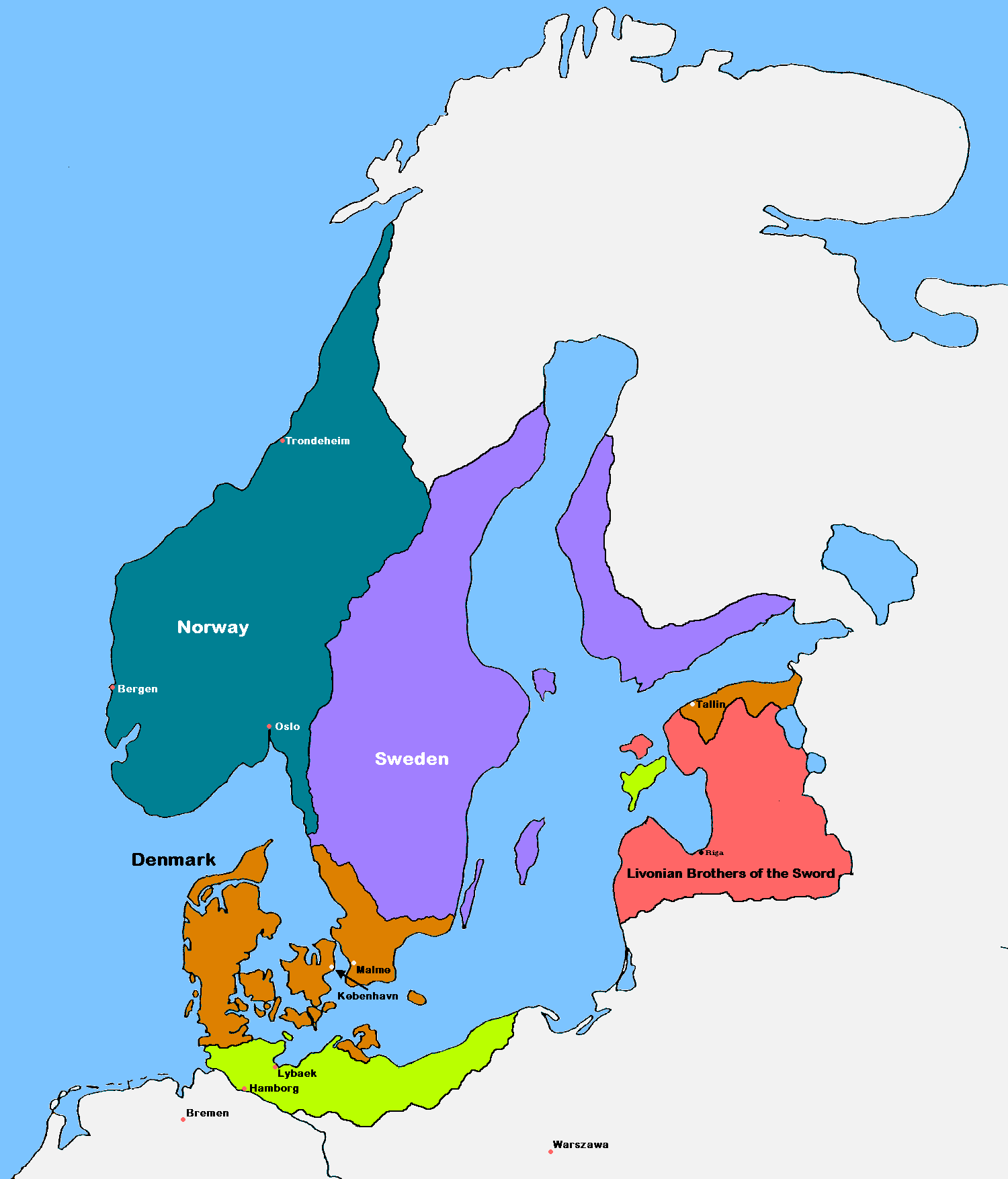
1219年時点の北欧諸国の版図 デンマーク（黄色）の領土のうち明るい色の部分はヴァルデマー2世（勝利王）が1219年に獲得した地域である。

ヴァルデマー1世、次いでクヌーズ6世の後を継いだヴァルデマー2世（勝利王）は、エストニアを支配下に組み込み、さらにバルト海に勢力を拡大した。しかし、1223年に家臣の姦計にかかり多くの領土を喪失した。ヴァルデマー2世の死後、再び王位継承問題などでデンマークは混乱の時代に突入した。王室が深刻な財政難に陥る中、ほとんどの領土は借金の担保となり、一層その領土は縮小した。さらに、この頃にはドイツ人の東方植民が進展していた。彼らはバルト海沿岸に都市を建設し、ハンザ同盟を通じてバルト海に強い影響力を及ぼした。1332年にクリストファ2世の死により、1340年までの8年間デンマークは空位時代となった。
こうした混乱を収拾してデンマークの失地回復に努めたのが、14世紀半ばのヴァルデマー4世（復興王）であった。ヴァルデマー2世の時代に獲得したエストニアを売却した利益で、新たな傭兵を雇い、逆らう貴族を次々に撃破していき、かつての領土を取り戻すことに成功した。当時猛威を振るっていたペスト（黒死病）が多くの貴族の命を奪ったことも、彼らの領土を再び王領に組み込んだという点で、ヴァルデマーに有利に働いた。
こうして王権の強化していったヴァルデマーであったが、バルト海の中心に位置する貿易拠点であるゴトランド島に遠征したことは、ハンザ同盟やスウェーデンの警戒を招いた。彼らが反デンマークで結集したため、ヴァルデマーはシュトラルズントで和議を結び屈服した。とはいえ、領土を縮小させたわけではなかったため、デンマークはその勢力を保ち続けた。

### カルマル同盟時代

カルマル同盟を締結したマルグレーテ1世

1375年、ヴァルデマー4世が死去したとき、彼には息子がいなかった。そのため、ヴァルデマーの娘マルグレーテ（ノルウェー王ホーコン6世の后）の息子オーロフが、まだ幼いながらデンマーク国王オーロフ2世として即位した。彼が、父王の死に伴いノルウェー王位も継承したため、デンマークとノルウェーの同君連合が形成された（後のデンマーク＝ノルウェー）。マルグレーテは両国の摂政を務めて実権を握り、息子オーロフが僅か17歳で急逝するという悲劇はあったものの、新たに擁立したエーリクが1396年に北欧三国の王位に就いた。翌1397年、スウェーデン南境のカルマルで連合王としての戴冠式が行われ、ここに正式にカルマル同盟が成立した。
カルマル同盟をスウェーデンが受け入れた背景には、当時スウェーデンで中央集権化を図ったアルブレクト王を、スウェーデンの高位聖職者や貴族が拒否したことがある。すなわち、スウェーデン側は、中央集権化を拒み分権的な体制を維持するためにカルマル同盟に参加したといえる。しかしもう少し広い視点に立てば、やはりハンザ同盟に対抗するために北欧諸国が結集したという見方が有力であろう。このときから北欧諸国はハンザ同盟と激しく争うことになる。
15世紀半ば、一時的にデンマーク・ノルウェーとスウェーデンが異なる王を選出したことがあった。しかし、スウェーデン王が中央集権化を図ると、やはり貴族の反発によってその地位を追われ、デンマーク王クリスチャン1世がスウェーデン王として選出されている。したがって、仮にデンマーク王がスウェーデンにおいて本格的に支配を強化しようとすれば、スウェーデン側が反発するのは当然であった。

## 近世（デンマーク＝ノルウェー）

### 宗教改革と三十年戦争
クリストファ3世（クリストファ・ア・バイエルン）の死去により、これまでのデンマーク王の血統が絶えることとなった。そのため、ホルシュタインのオルデンブルク伯がクリスチャン1世としてデンマーク王に即位し、オルデンブルク（オレンボー）朝が創始された。この王朝の元でデンマークは北欧、及びヨーロッパの大国として君臨することとなった。1460年には、スレースヴィ（シュレースヴィヒ）公国およびホルシュタイン公国を同君連合として組み入れる事に成功し、以後400年にわたってデンマークの影響下に置かれるようになった。しかしデンマークは、北欧の支配権を強化させようとして、同盟国の離反を招くようになる。1509年には、ハンスがフィンランドのトゥルクに遠征したものの、破壊だけに留まり、撃退された。さらにスウェーデンで独立運動が芽生えると、クリスチャン2世は1520年にスウェーデン本国に乗り込み反対派を粛清した（ストックホルムの血浴）。結局これが引き金となり、デンマークはスウェーデンとフィンランドを失った（カルマル同盟の崩壊。ヴァーサ王朝の成立）。
クリスチャン2世の外交上の失策に対してデンマークの貴族階級は反発し、フレゼリク1世を擁立し、クリスチャン2世を廃位に追い込んだ。
この頃、ドイツのマルティン・ルターの宗教改革がデンマークに及ぶようになった。ハンス・タウセンは1525年にヴィボーで布教を開始した。フレゼリク1世は即位の際に結んだ即位憲章でルター派弾圧を約束したものの、弾圧には消極的であり、ハンス・タウセンの布教を黙認した状況であった。また、デンマーク国外で復位を図るクリスチャン2世に対抗すべく、王権強化を図る必要に駆られ、ローマ教皇との関係を断絶し、「国家教会体制」を構築していった。デンマーク国内でルター派が黙認されたことから、カトリックとプロテスタントの対立が生まれた。
1533年、フレゼリク1世死去に伴い、後継者として彼の息子のクリスチャン（のちのクリスチャン3世）と復位を目指すクリスチャン2世の対立が発生した。北海・バルト海の通商権益を巡るハンザ同盟の思惑、カトリック、プロテスタントの対立も相俟って、1534年にオルデンブルク伯クリストファがハンザ同盟の盟主であるリューベックの支援を受け挙兵し、伯爵戦争が勃発した。最終的にはスウェーデン王グスタフ・ヴァーサの支援を受けたクリスチャン3世が勝利した。結果としてハンザ同盟は衰亡の一途を辿り、一方でスウェーデンの台頭により、スウェーデン、デンマークの北海・バルト海の権益を巡る争いが始まることになった。また、クリスチャン3世は、伯爵戦争の戦後処理として教会の権力を制限し王領を拡大、ヨハン・ブーゲンハーゲン等を登用し、ルター派を国教とする宗教改革を実施した。また、ノルウェーを完全にデンマークの支配下に置くことに成功した（デンマーク＝ノルウェーの成立）。クリスチャン3世は1541年にスウェーデンとブレムセブロー条約を結び、軍事同盟を締結した。1542年にはフランスと神聖ローマ帝国が交戦状態に陥ったことから、オランダ、神聖ローマ帝国と交戦状態になったものの1544年にカール5世とシュパイアー条約を締結し和睦、クリスチャン2世をデンマーク国王にしないことを認めさせた。同年、クリスチャン3世は異母弟のハンスとアドルフにスレースヴィとホルシュタイン公国を分割した。アドルフの血統がホルシュタイン＝ゴットルプ家となることになるが、18世紀までデンマークの外交・軍事政策に影響を与えることとなる。

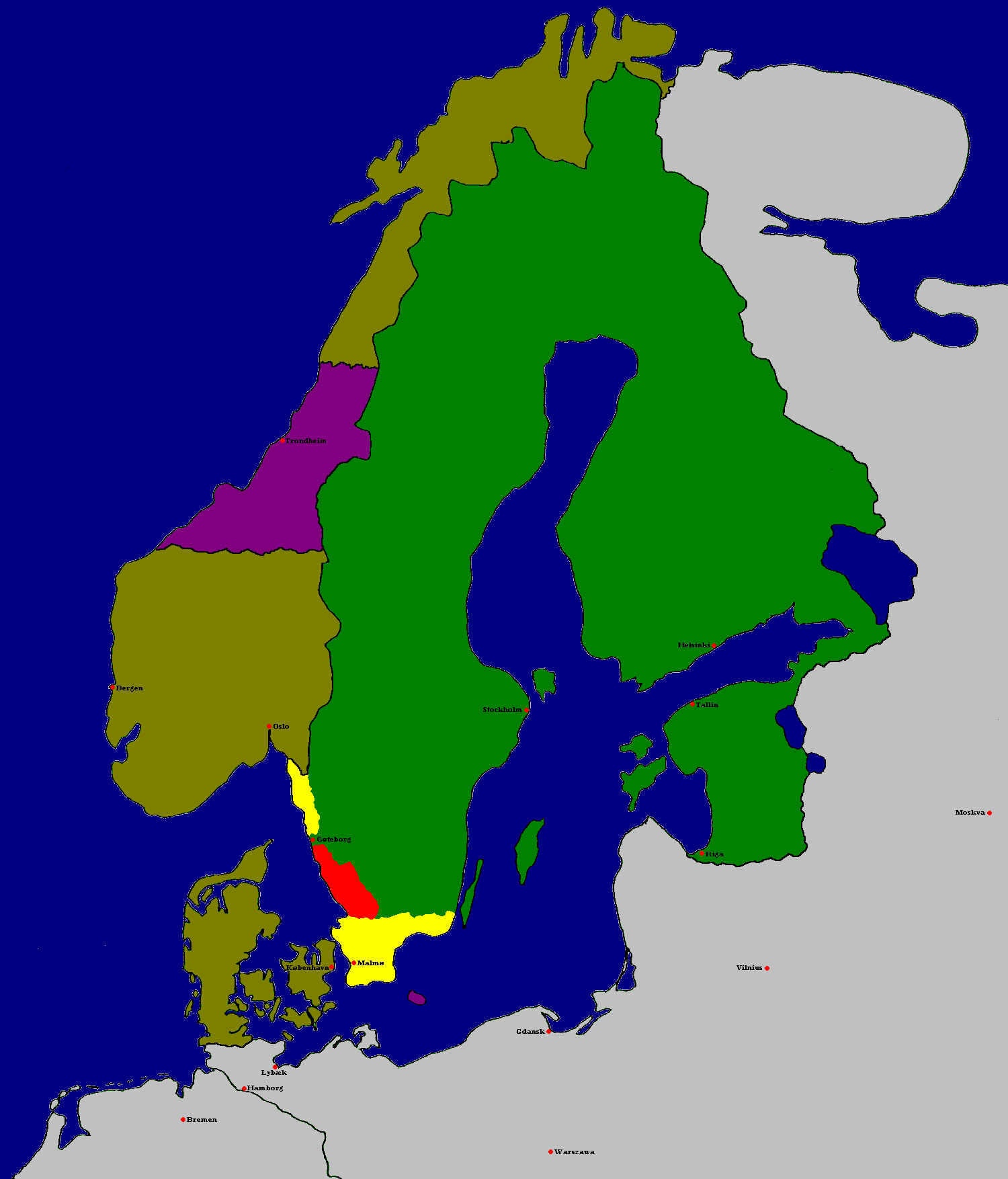
ロースキレの和議（1658年）を受け入れスウェーデンにトロンハイム（紫）などの領土を割譲した

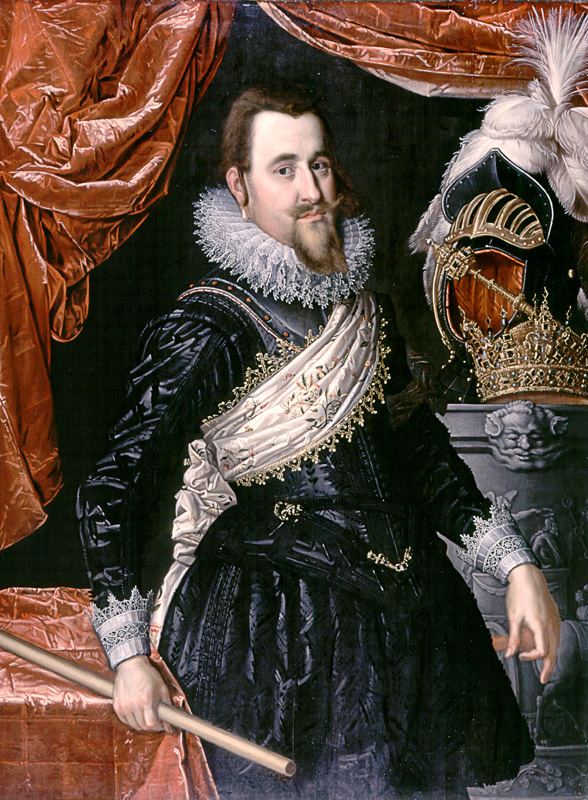
トルステンソン戦争（デンマーク戦争）で片目を失いながらも奮戦したクリスチャン4世。彼の時代にデンマークの頽勢は決定的となった。

クリスチャン3世・グスタフ1世の時代は同盟を結び小康状態であったものの、両王の没後にはデンマークとスウェーデンは互いに「宿敵」と呼び合い、果てしない戦争に突入、戦局は徐々にスウェーデンが有利になっていった。クリスチャン3世の後を襲ったフレゼリク2世は、北方七年戦争でスウェーデンに対して引き分けたが、バルト地方での勢力は弱まった。その息子のクリスチャン4世の時代に衰勢に傾いた。ドイツで起きた三十年戦争に介入したクリスチャン4世はヴァレンシュタインのユラン半島侵攻により国力を傾けた。その後も、スウェーデンとのトルステンソン戦争でも完敗し、ゴトランド島を失うなどバルト海の勢力図はスウェーデン優勢となっていく（デンマークの勢力地は、ノルウェー海やグリーンランドなどヨーロッパ諸国の関心外に置かれた僻地であり、北海もイングランドやオランダなどの強国の影響下にあり、北欧ではある程度の影響力は残ったものの、単独でのデンマークのヨーロッパに対する影響力は衰微した）。クリスチャン4世の後を継いだフレゼリク3世はスウェーデンとのカール・グスタフ戦争で敗れノルウェーの一部を割譲し、スカンディナヴィア半島南部のスコーネ地方などを奪われ、北欧の強国としての地位を失ってヨーロッパの中の小国となった。

### 絶対王政の時代
カール・グスタフ戦争終結後、デンマーク国内では免税特権に見合う兵役義務に応じなかった貴族階級に対し国民の不満が高まった。1660年9月、コペンハーゲンにて貴族、聖職者、市民200名を代表する身分制議会が召集され、新税導入を巡り特権身分の貴族と非特権身分の聖職者、市民の対立が始まった。10月になると突如、選挙王制から世襲王制への制度変更が議題に上がった。10月8日、非特権身分は王国参事会に打診、フレゼリク3世と王国参事会の調整により世襲王政への体制移行が決まった。その後、フレゼリク3世が即位時に調印した即位憲章が破棄され、王国参事会も廃止、身分制議会の招集も19世紀までなかった。フレゼリク3世は、1660年末に財務省、国務省、官房、陸軍省、海軍省といった官僚制度を整備し、翌1661年1月10日付で「絶対世襲政府文書」が回覧され、諸身分の承認が得られることでここにデンマークにおける絶対王政が始まった。フレゼリク3世は絶対王政を確立するために「諸身分の特権規定」を公布し身分政策に着手、貴族の中央での官職並びに地方統監職の独占を崩壊させるとともに、軍役奉仕義務の表裏一体となっていた免税特権を失わせることに成功した。また、王権強化のために中央政府の官僚機構を整備するとともに、地方でも貴族が地方統監という行政責任者を担っていた従来のレーン制から中央から県知事を派遣して支配させるアムト制へ移行、徴税権も地方統監から中央の財務官に委譲された。財政政策ではカール・グスタフ戦争後の財政難克服のために1664年に土地改革が行われ、従来無税だった荒廃農地にも推定収穫量を元に領主の責任で課税された。国王の絶対権力を権威づけ正当化するために1665年に「国王法」が制定された。その際、要職を任されたのが市民階層出身のペーダー・シューマッカ・グリッフェンフィルドだった。「国王法」の規定により国王は人事権を掌握し、唯一の軍事力および課税権を保有し、立法府もまた掌握する絶対的な存在として君臨することとなった。外交・軍事面ではスウェーデンからの失地回復が課題となったが、財政難から軍隊は削減、要塞の建設と徴兵で賄うこととなった。
1670年にフレゼリク3世の後を継いだクリスチャン5世は父王の政策を推進した。1671年5月25日、伯爵・男爵の特権規定、位階制導入勅令の2つの法律を公布、前者では従来の貴族を旧貴族と規定、旧貴族で新たに新貴族に叙されたもの、新貴族（中心は官庁、外国人）の三種類の貴族が存在することとなり、旧貴族の政治参画の排除を目指した。後者では絶対王政の国王を頂点にした新たな序列を作るもので同様に旧貴族の排除を狙ったものだった。クリスチャン5世の腹心としてペーダー・シューマッカ・グリッフェンフィルドが就き1673年には宰相に就任し、重商主義政策を推進し西インド諸島の開発に乗り出した。1674年からのスコーネ戦争ではスウェーデンからの失地回復は叶わず、ペーダー・シューマッカ・グリッフェンフィルドは失脚、ヴィーベ、ビアマンといった各省庁の市民出身の官僚が集団で政治の主導権を握った。彼らの下で、1683年に「デンマーク法」（"Danske Lov"）が制定され、地方ごとに異なっていた法典が統一された。また、ノルウェーには1687年に「ノルウェー法」が制定された。1688年には度量衡を統一し検地を実施し、それを元にした新土地税制を実施した。こうして、フレゼリク3世、クリスチャン5世の時代にデンマークの絶対王政が確立した。

#### 大北方戦争
1699年にフレゼリク4世はクリスチャン5世の後を継いだ。翌1700年に始まった大北方戦争では、ロシア、ポーランドと共に反スウェーデン同盟側として参加したが、得るところもなく、ロシアにバルト海の覇権を握られてしまった。スウェーデンからの失地回復の望みは永遠に失われてしまい、せいぜいエーアソン海峡を通るスウェーデン船籍の商船にあった免税特権が廃止された程度であった。大北方戦争に費やした国防費や国王の威信を保つために必要とされコペンハーゲン近郊のフレデンスボーに建設されたフレデンスボー城といった宮廷費、加えて、穀物価格の下落、農村の若年労働者の減少に起因した農業の停滞により財政難に陥った。フレゼリク4世はドイツから伝わったルター派の一宗派である敬虔主義に傾倒したことから1707年に救貧令を発布、また、王立学校を設立し子供を就学させる、ノルウェー人牧師のエーイェゼのグリーンランドへの布教を後押しし、グリーンランドを再植民地化した。

#### 農業改革
1730年に父王の後を継いだクリスチャン6世の時代に農業危機が発生した。農繁期に若年の農民が民兵を嫌い逃亡したり、徴兵により十分な労働力を確保できなかったりしたため農業生産が不十分だったからである。対策として民兵制を廃止したところ、農民は土地から逃亡することとなった。逃亡する若年の農民は土地を持たないために生活のために地主に雇われるか、小作地を借り営農するしかないのだが、地主からの過重な賦役に耐えられず逃亡することが多かった。地主は効率的な農地経営のために、若年農民を確保するのに躍起となった。地主の要望に応えるために1733年「土地緊縛制度」が出され、農民の移動は制限されることとなった。そのほか、穀物輸出の保護貿易、西インドやアフリカの植民地、清との三角貿易による重商主義政策が採用された。この頃、ルズヴィ・ホルベアがデンマークの劇作家として活躍し、デンマークの知的生活の向上に貢献した。
1746年に後を継いだフレゼリク5世の時代には農業危機の克服と政府主導の文化政策が行われた。フレゼリク5世の侍従長としてアダム・ゴットロブ・モルトケが農業危機克服に乗り出した。当時のデンマーク農業の問題として非効率・非生産的な経営形態であったためその克服する必要があった。1757年から1764年に発表された『経済雑誌』（"Økonomisk Magasin"）には農業経営の全般にわたる改革が必要だということを示していた。当時のデンマーク農業は三圃制、狭小な農地の共有と農地の散在という状況であり非効率な経営形態であったため、改革としてホルシュタイン地方で行われていた輪作農業への転換が進められた。一方で、土地の整理集約と囲い込みといった土地所有形態の転換については土地制度専門委員会が1757年に設置されたものの、漸進的にとどまり、土地緊縛制度は規定対象を年齢から4歳から40歳まで拡張し残存し続けた。農業改革は漸進的であったものの、外相ヨハン・ベアンストーフの甥にあたるアンドレアス・ペーダー・ベアンストーフ等のように地主の中には局地的には重農主義政策を進めるものもいた。政府主導の文化政策として、フレゼリク5世は1754年にデンマーク王立美術院を創設し国内の美術家の育成に乗り出した。

#### クーデターと改革

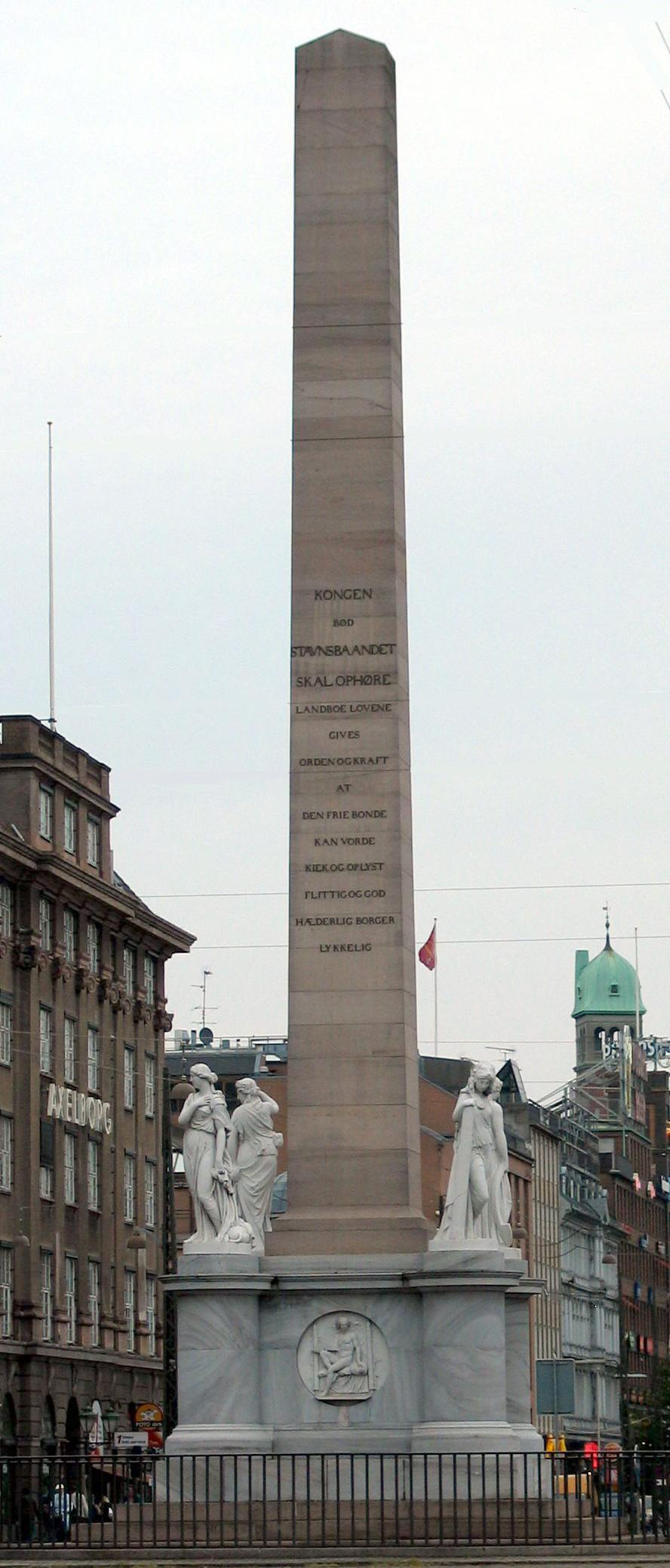
コペンハーゲン中央駅近くに設置されている農民解放記念碑。

1766年に後を継いだクリスチャン7世は精神疾患を病んでいたことから国政につける状況ではなかった。旅行中に知り合ったドイツ人医者のヨハン・フリードリヒ・ストルーエンセが実権を掌握した。彼は啓蒙主義の影響を受けており、デンマーク旧来の慣習にとらわれない上からの改革を実施したことはデンマーク国民の反発を招いた。また、クリスチャン7世の妃であるキャロラインとストルーエンセの不倫関係も憤慨のもととなった。結局、1772年に宮廷クーデターが勃発し、ストルーエンセは失脚、処刑となった。その後、オーヴェ・ヘー＝グルベアが1784年まで政権を掌握したが、その実態は農業改革に消極的、重商主義政策の拡大といったものだった。また、デンマークはアメリカ独立戦争に対しエカチェリーナ2世が提唱した武装中立同盟に参加、中立の立場を生かし、貿易・海運業は盛んとなったものの、産業の育成は芳しくなかった。1780年にはグルベアは、重農主義政策を推進しようとしたA.ベアンストーフを左遷した。結局、1784年に王太子フレゼリク（後のフレゼリク6世）が宮廷クーデターを実行し、グルベアを追放し政権の座を握った。尚、1773年にホルシュタイン公パーヴェル（後のロシア皇帝パーヴェル1世、ピョートル3世とエカチェリーナ2世の息子）はホルシュタインの土地をデンマークに返還したことでデンマークを煩わせたシュレースヴィヒ、ホルシュタインからの外交、軍事問題は一定の解決を見た。
政権を掌握したフレゼリク王太子は、啓蒙主義に触れて改革を支持するドイツ系貴族のA.ベアンストーフ、クリスチャン・レーヴェントロウ、アーンスト・シメルマン等を登用した。レーヴェントロウが行おうとした「農民改革」は地主の反発を受けるもだったが、最終的にはフレゼリク王太子が実行を支持、1786年に「農民大委員会」が設置され、改革のための法案作成と改革事業が開始された。その結果、「農民大委員会」は地主と小作人の法的関係と両者の権利及び義務を明確化、次いで1788年には「土地緊縛制度」が廃止されることとなった。1789年に発生したフランス革命は支配者階級に、支配体制の崩壊の恐れを抱かせた。そのため、地主と政府は、1799年、農民改革で残されていた課題である賦役については地主寄りで解決策を図った。このほか、フレゼリク王太子治世下では、1792年に奴隷貿易の廃止が決められるが、西インド諸島の砂糖プランテーションに黒人奴隷を利用していたことから、法律運用は10年後の1802年であったことから、この期間中に限定して、奴隷貿易が奨励された。

### デンマーク植民地帝国

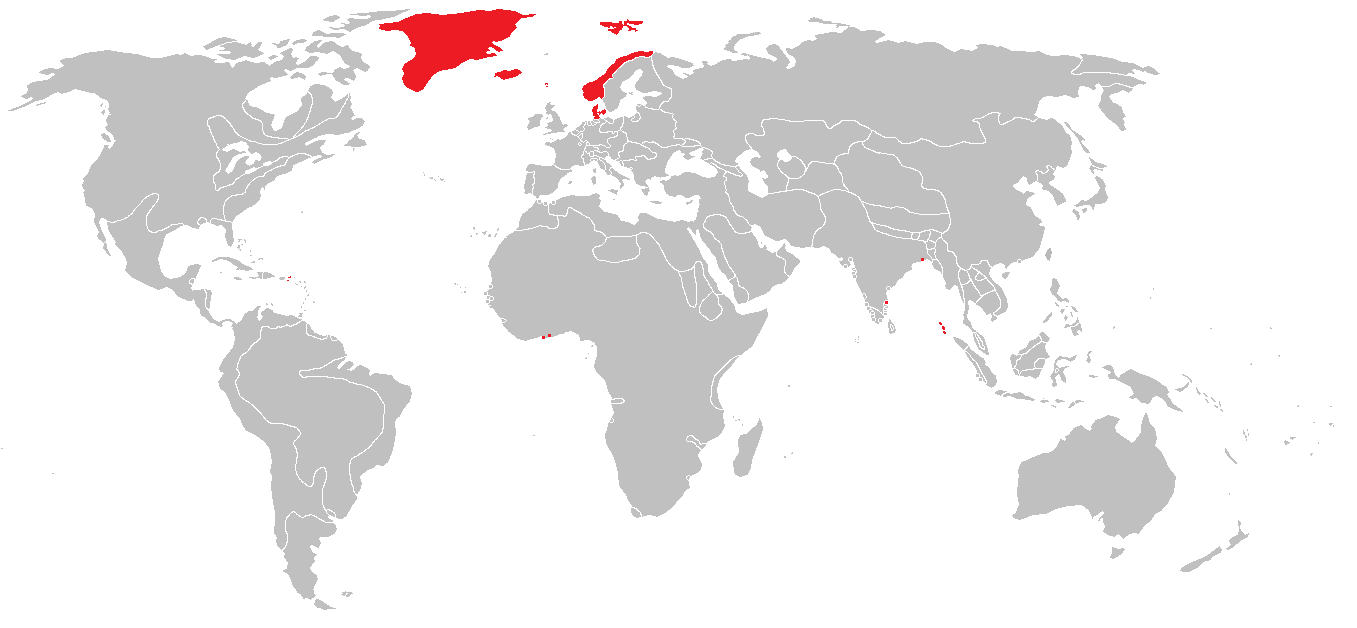
1800年頃のデンマーク＝ノルウェーの領土（赤色）

デンマークはスカンディナヴィア以外にも多くの植民地を保有しており、17世紀から20世紀まで保有し続けることができた。またデンマークはノルウェーの支配を通してフェロー諸島、グリーンランド、アイスランドといった極北の領土を保持し続けた。クリスチャン4世は他の欧州諸国と同様に重商主義政策を採用し、デンマーク国外との貿易を拡大し始めた。クリスチャン4世は1620年にインド南岸にあるトランケバル（現・インドタミルナドゥ州タラガンバディ）に最初の植民地を建設した。1671年にはカリブ海に浮かぶセント・トーマス島に、その後1718年にはセント・ジョン島に植民地を建設、1733年にはフランスからセント・クロイ島を買収した。デンマークはトランケバルとカリブ海の植民地を約200年支配し続けた。デンマーク東インド会社はトランケバル内外で活動していた。最盛期にはデンマーク東インド会社はスウェーデン東インド会社とともにイギリス東インド会社以上に茶の輸入を行い、かなりの利益をあげた。デンマーク、スウェーデンの両東インド会社はナポレオン戦争の間も経営を続けていた。デンマークはまた、西アフリカのデンマーク領黄金海岸にも植民地や要塞を経営し、奴隷貿易にも参画していた。

## 近代

### ナポレオン戦争

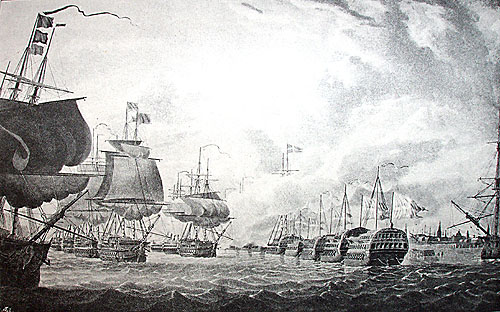
コペンハーゲンの海戦（1801年）

ナポレオン戦争の始まりとともに、18世紀の間守られていたデンマークの平和は終わりを迎えた。イギリスは、1794年にデンマーク、スウェーデン、プロイセン、ロシアが締結した武装中立同盟に脅威を感じていた。1801年、イギリス海軍はコペンハーゲンを攻撃しデンマーク海軍を破壊した。翌年、デンマークはロスチャイルドから150万ポンドを借りた。デンマークは1807年までナポレオン戦争に巻き込まれないよう中立を維持していたものの、1807年にイギリス海軍が再びコペンハーゲンを攻撃、デンマーク海軍がフランスを支援することができないようにデンマークの艦船を拿捕したことから、デンマークはイギリスと小型砲艦戦争に突入した（1807年~1814年）。
1809年、デンマークはフェルディナント・フォン・シルが指揮する反ナポレオンのドイツ人反乱軍をシュトラールズントで打ち負かすため（シュトラールズントの戦い）にフランス側に立ち参戦した。ナポレオン戦争の参加により1813年にはデンマークの国家財政は破綻した。1813年の第六次対仏大同盟でデンマークは孤立、フレゼリク6世は和平を余儀なくされた。1814年1月14日、イギリス、スウェーデン、デンマークの間でキール条約が締結され、翌月には別の条約がロシアと締結された。
キール条約により、ヘルゴラント島はイギリスに割譲し、ノルウェー王位はスウェーデン王に継承、デンマークはスウェーデン領ポメラニアを代償として領有することとなった。しかし、ノルウェーはキール条約に反発し、1814年5月17日、議会はフレゼリク6世の弟にあたるクリスチャン・フレゼリクノルウェー総督をノルウェー王に選出した。しかし、ノルウェー独立に対し欧州列強から支持を得ることはできなかった。クリスチャンはノルウェーの自治を守るためにノルウェー王位を放棄し、スウェーデンの連合王国設立を認めざるを得なかった。プロイセンの好意により、デンマークはウィーン会議でスウェーデン領ポメラニアの領有を断念し、代わりにザクセン＝ラウエンブルク公国の領有、デンマークからスウェーデンに支払われる予定の賠償金60万ターラーの代わりとしてプロイセンへの賠償金350万ターラーの支払いが取り決められた。また、ナポレオン戦争の結果、物価は上昇し、紙幣の乱発が相次いだ。紙幣整理のために新たに中央銀行であるデンマーク国立銀行が1818年に設置され、旧紙幣は新紙幣の6分の1の価値で交換となった。その結果、デンマーク国債の価値も6分の1となったことから事実上の国家破綻に陥り、財務大臣のシメルマンが解任されることとなった。経済の混乱は続き、1820年代は経済危機に陥った。

### デンマーク黄金時代
デンマークの敗戦と経済的混乱の一方で、文化的にはこの時代にデンマーク黄金時代が開花することとなった。1802年ドイツからデンマークに帰国したノルウェー生まれの自然科学者ヘンリク・ステフェンスがロマン主義の風潮をデンマークに持ち込んだのが端緒であった。文学、絵画、彫刻、哲学といったあらゆる分野で隆盛を極めた。ニコライ・グルントヴィはデンマーク国教会を活気づけ、デンマークの教会で使われる讃美歌を多く作曲したほか、1834年には農村の青年男女のために期間5ヵ月の寄宿制学校であるフォルケホイスコーレ（Folkehøjskole）を設立した。文学ではハンス・クリスチャン・アンデルセンの童話がデンマーク以外にも受け入れられた。セーレン・キェルケゴールは実存主義の先駆者となり哲学史に影響を与えた。彫刻ではベルテル・トルバルセンの作風が他の芸術家に影響を与えた。

### 南ユラン問題（シュレースヴィヒ＝ホルシュタイン問題）

ユラン半島北部の状況、シュレースヴィヒ北部は朱色、南部は茶色で示されている。

1830年代には、デンマーク国内では国民自由主義（ナショナルリベラル）の動きが力を増した。そして、1848年2月から3月にかけて欧州諸国を覆った諸国民の春の後、デンマークは1849年6月5日、立憲君主国となった。勃興するブルジョワジー層は政府における要求を強めたものの、流血による革命を避けようと考えていた。フレゼリク7世は市民の要求に応じた。制定された憲法では権力分立が記載され、成年男子による参政権が認められ、同様に報道の自由、信仰の自由、結社の自由が認められた。デンマーク国王は行政府の長となり、立法府は二院制—すなわち、成年男子が選出した議員で構成されるフォルケティング（Folketinget）と地主が選出したランドスティング—で構成された。また司法府は行政、立法から独立した裁判官が担うことになった。
1845年にデンマークはイギリスにインドのトランケバールを売却したことにより、以下の領土で構成されることとなった。
1. シェラン島、フュン島といった島嶼部
2. ユラン半島北部
3. シュレースヴィヒ公国及びホルシュタイン公国

島嶼部とユラン半島北部はデンマーク王国をともに構成していたが、シュレースヴィヒ及びホルシュタインの両公国はドイツ連邦を構成する領邦であり、君主をデンマーク国王とする部分連合にすぎなかった。18世紀の早い時期から19世紀前半の早い時期でさえも、デンマーク人は両公国をデンマークと不可分の領土と考えていたが、その考えは両公国の多数派であるドイツ人の考えであるシュレースヴィヒ＝ホルシュタイン主義と真っ向から対立するものだった。シュレースヴィヒ＝ホルシュタイン主義者はデンマークからの独立を企図し、独立戦争を引き起こし（1848年〜1851年）、イギリスやロシアなどの圧力により現状維持が確認された（ロンドン議定書）。シュレースヴィヒ＝ホルシュタイン問題の処理についてデンマーク国内では多くの議論が交わされた。民族主義者や自由主義者はシュレースヴィヒとデンマークの永遠の紐帯を要求したが、ホルシュタインについてはご随意にという姿勢だった。しかし、1864年、デンマークを取り巻く国際環境の変化により、オーストリア、プロイセンを巻き込んで第2次シュレースヴィヒ戦争が勃発した。この戦争は1864年2月から10月まで続き、デンマークはプロイセンとオーストリアに屈服、両公国を放棄せざるを得なかった。

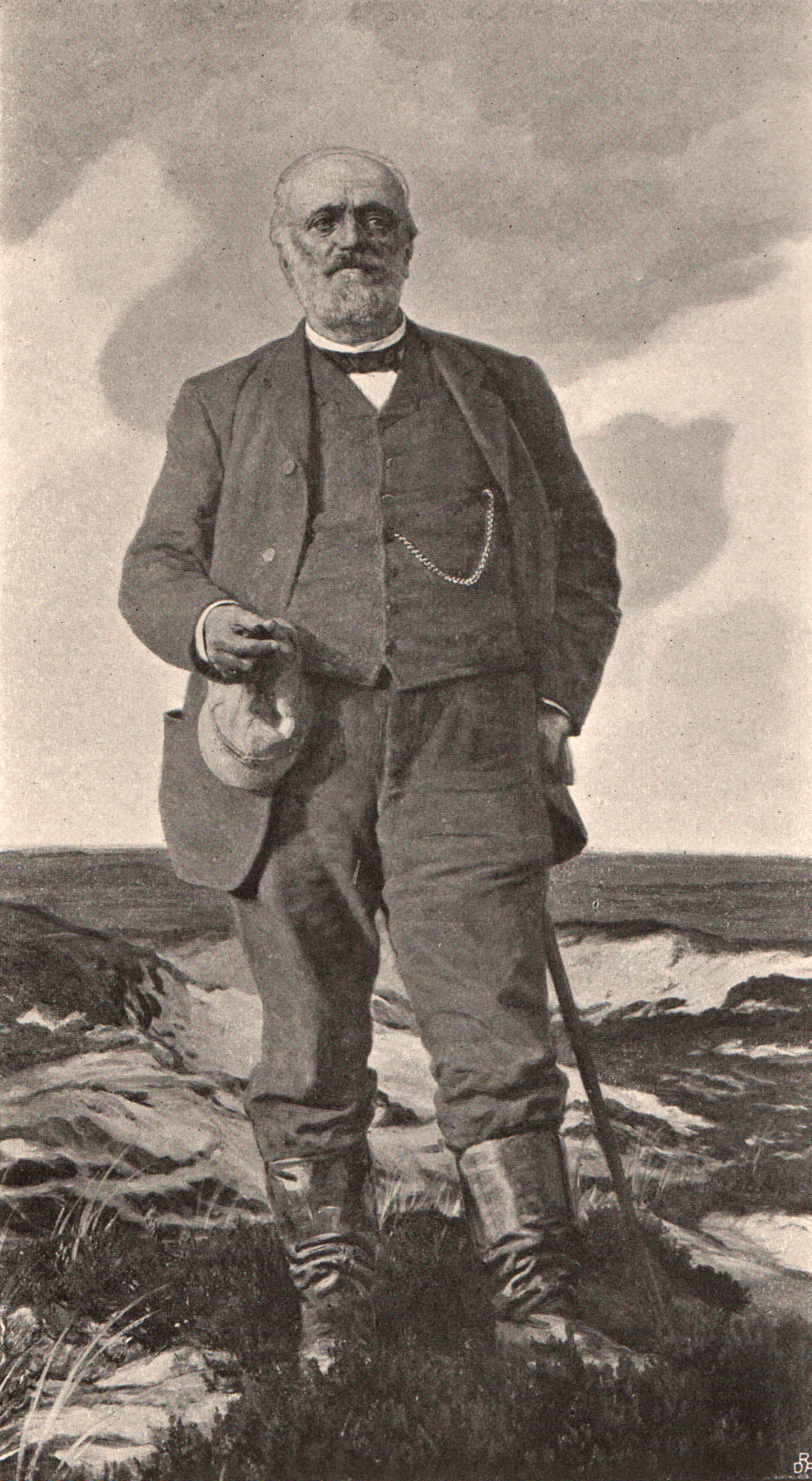
デンマーク経済を復興させたエンリコ・ダルガス

第二次シュレースヴィヒ戦争の敗北によりデンマークは国家として深刻なトラウマを抱え込むことになり、世界における立ち位置を再考を余儀なくされた。17世紀中葉のスカンジナヴィア半島対岸の喪失と同様に、両公国の肥沃な土地を失ったデンマークには、島嶼部と荒涼としたユラン半島北部が残されることとなった。ハンス・ホルストの「外に失いしものを内にて取り戻さん（Hvad udad tabes, skal indad vindes）」の言葉に象徴されるように、軍人のエンリコ・ダルガスは1868年にデンマーク・ヒース協会を設立しヒースに覆われたユラン半島北部に植林を開始し、開拓に乗り出した。1870年代にはアメリカ合衆国の安価な穀物の流入に打撃を受けたが、イギリスの酪農製品の需要の高まりに応じ産業構造を転換した。加えてこの頃から農村部から都市部へ移動する人々が増加したものの、都市部でそれを吸収することはできず、多くはアメリカ合衆国に渡っていった（デンマーク系アメリカ人）。また、19世紀後半からの第二次産業革命にも対応し、1850年代にはデンマーク初の鉄道が敷設されることで、輸送手段や海外との交易の改善が図られるようになった。

### スカンディナヴィア通貨同盟

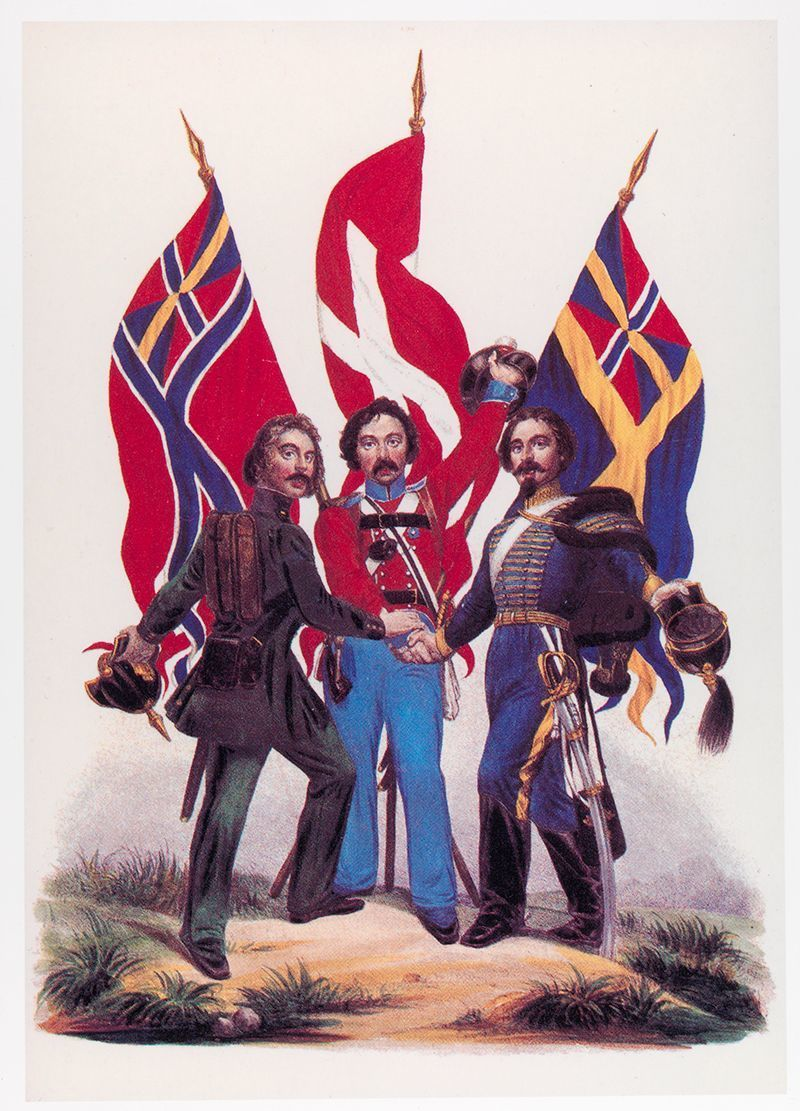
汎スカンディナヴィア主義のプロパガンダ、左からノルウェー、デンマーク、スウェーデンの兵士が手を握っている。

1873年5月5日、スウェーデンとデンマークは通貨同盟を締結した。この通貨同盟は両国の通貨が金と連動することとなった。ノルウェーも2年後の1875年にデンマーク、スウェーデンと同様のレベルで金と通貨が連動することとなった。スカンディナヴィア通貨同盟は汎スカンディナヴィア主義の数少ない成功例であった。
スカンディナヴィア通貨同盟により為替レートが固定されたことから、参加3国はそれぞれ別々の通貨を発行していた。通貨同盟発足時に予見されていなかったことだが、事実上の法定通貨と同等のものとして、3国の通貨が別々に発行する状況となった。
第一次世界大戦の勃発とともに、スカンディナヴィア通貨同盟は終了を迎えた。1914年8月2日にスウェーデンは金本位制から離脱し変動相場制に移行した。

### 20世紀前半
1901年の総選挙で左翼・デンマーク自由党（ヴェンスタ）が選挙に勝利すると、ヨハン・ドインツァーが首相に就任し、ラディケーリとヴェンスタによる連立政権が始まった。連立政権の時代に、女性参政権が認められ（1915年）、米国に西インド植民地の売却が行われた（1917年）。また、この時代に現在に至る福祉国家の基盤が造られた。

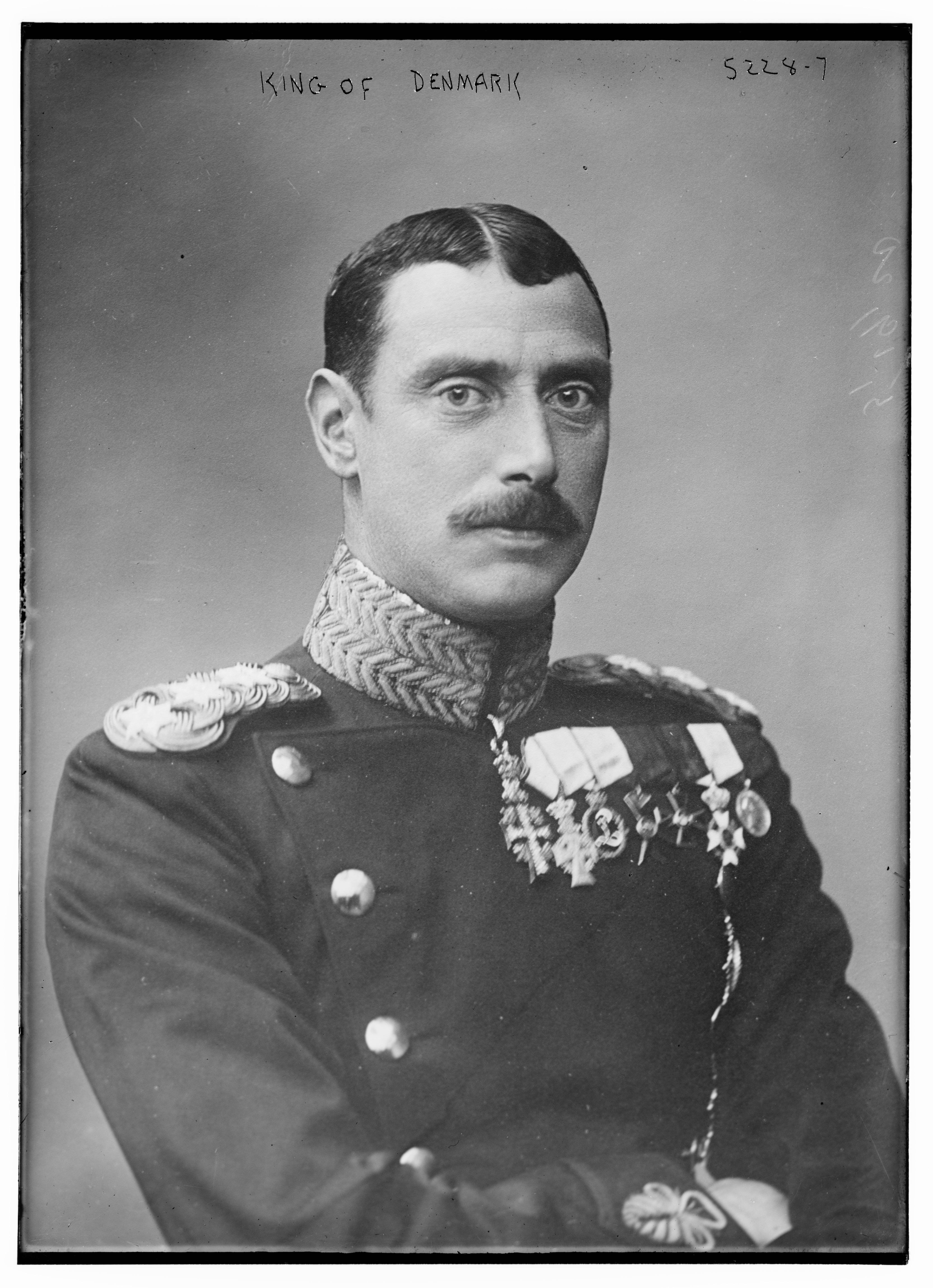
クリスチャン10世弟でノルウェー国王のホーコン7世がナチス・ドイツに占領されたノルウェー国民の精神的支柱であり続けたのと同様、クリスチャン10世もデンマーク国民の精神的支柱であり続けた。

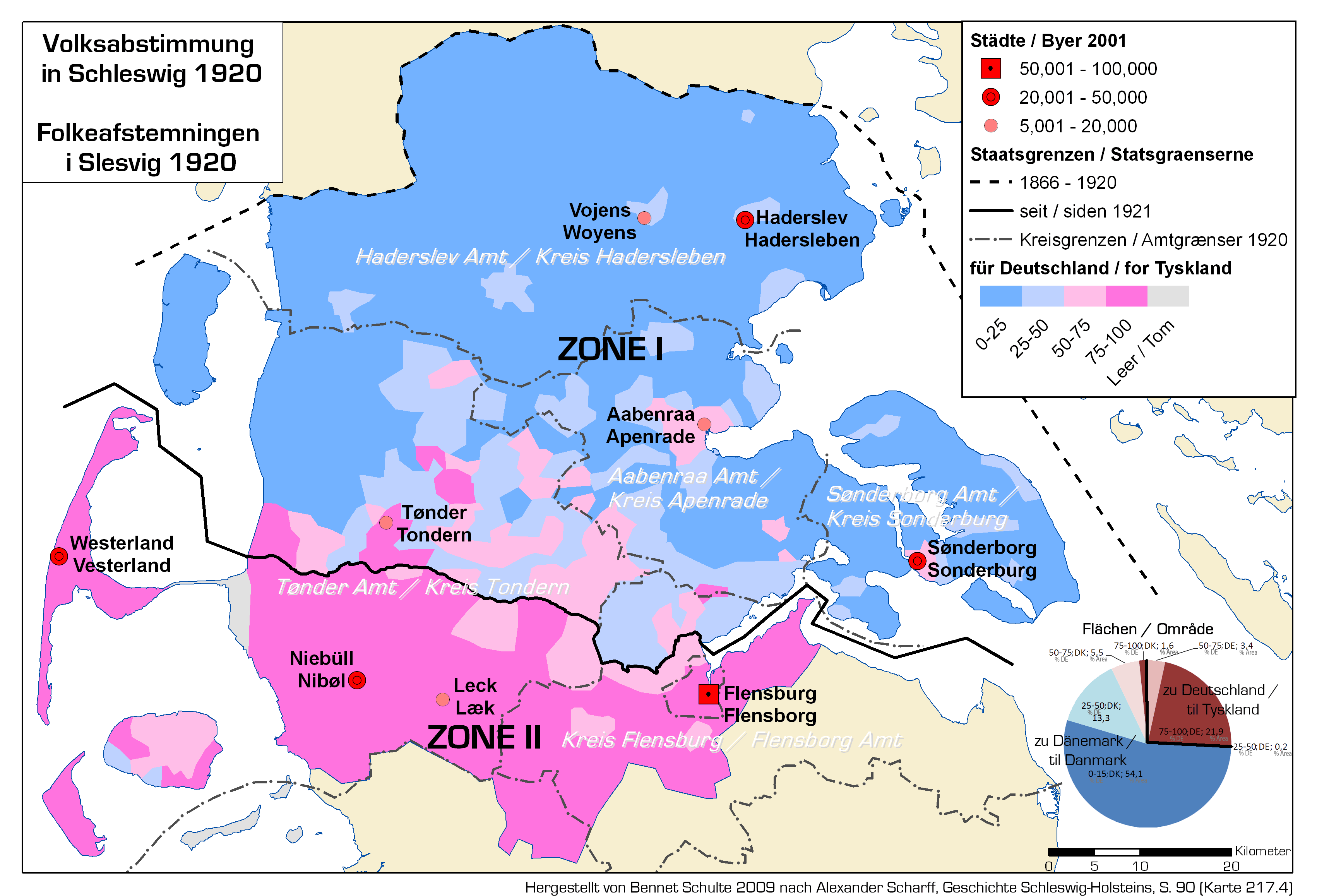
1920年のシュレースヴィヒの住民投票の結果。ZONE Iとされている北部はデンマークにZONE IIとされている中部はドイツに帰属が決定した。

第一次世界大戦ではデンマークはスウェーデン、ノルウェーとともに中立を維持したものの、デンマーク経済に大きな影響を与えた。デンマーク経済は輸出に依存しており、ドイツ海軍の無制限潜水艦作戦が深刻な課題となったのである。デンマークは海外の代りにドイツに多くの製品を輸出せざるを得なかった。品不足による暴利を貪る者も出てきたが、第一次世界大戦による両陣営の衝突とヨーロッパの金融市場の不安定さのためにデンマークの商業は大きく落ち込んだ。1918年にドイツは敗戦し、1919年にはヴェルサイユ条約でシュレースヴィヒの帰属が議題として挙がった。1920年2月と3月に行われたシュレースヴィヒの住民投票の結果、北部はデンマークに復帰することとなったが、ドイツ系住民が多い中部はそのままドイツへの帰属が確定した。しかし、中部シュレースヴィヒの中心都市であるフレンスブルク（フレンスボー）のドイツ帰属を認めたくない人々はカール・サーレ内閣がドイツの敗戦を利用して1864年に失った領土を取り戻すことができないと批判した。クリスチャン10世はサーレ内閣が事態収拾できないと判断し、留保権限を用い、サーレ内閣の総辞職を要求した（復活祭危機）。復活祭危機の結果、国王は政治に干渉しないことを約束した。デンマーク王国憲法では未修正の状況ではあるが、復活祭危機以来、国王は政治に参画しないことになった。第一次世界大戦の終わりの1918年にはアイスランドが、デンマーク国王を国王とする同君連合として独立した。
1924年の総選挙でトーヴァル・スタウニング率いるデンマーク社会民主党が勝利した。一方、反対派はランスティングで依然と多数派を占めたので、スタウニングは右派と政治協力を求める必要があった。スタウニングは1933年1月30日、ヴェンスタ及びラディケーリとカンスラーガーゼ協定 を結び、農産物輸出促進のためのデンマーク・クローネを10%切り下げ、農民援助策を実施、公共事業の拡大を行う一方、1年間のストライキとロックアウトの禁止を決めた。また、社会大臣のカール・クレスチャン・スタインケによる社会制度改革法を制定、世界恐慌を克服し、現在に至る福祉国家の基盤を確立した。

### 第二次世界大戦

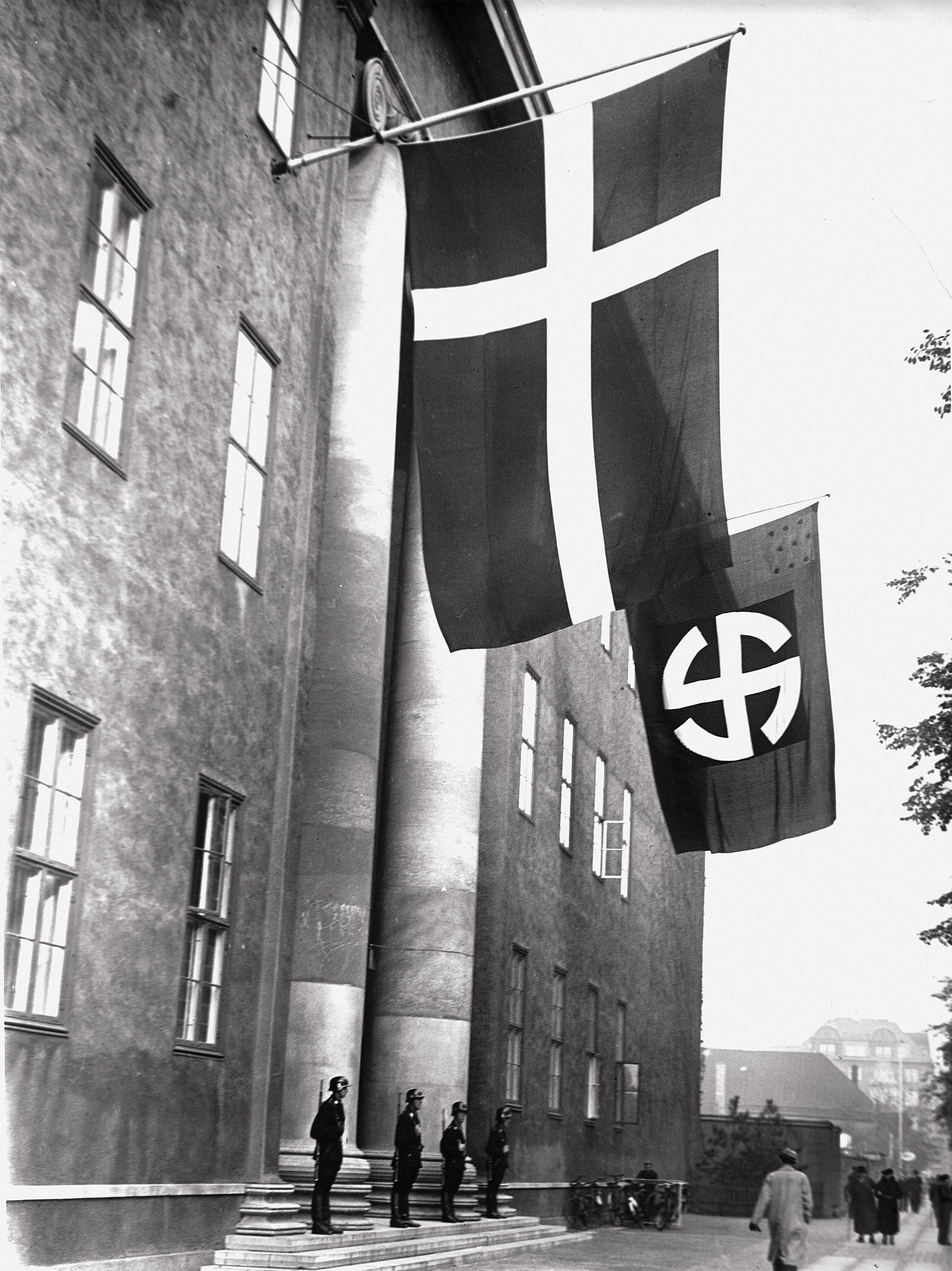
1943年、デンマークの対独協力組織シャルブルグ隊によって占拠されたフリーメイソンのデンマークロッジ

第二次世界大戦では、1939年に不可侵条約を締結したばかりのドイツに国土を占領された。1940年4月9日早朝に開始されたドイツ軍のヴェーザー演習作戦（デンマークの戦い）により、攻撃を受けた。
首都、コペンハーゲンは数時間のうちに占領。戦車や空挺部隊を用いた電撃的な侵攻に対しデンマーク政府は恐れをなし当日中に降伏した。
ドイツとは同じゲルマン民族であり、僅かな例外を除きほとんど戦闘を行なわずに占領を受けたことで、ヒトラーはデンマーク政府の存続を認め、デンマーク王もドイツ占領下のコペンハーゲンに留まった。一方で駐米大使ヘンリク・カウフマンは連合国と連絡を取り、グリーンランドの基地を連合国に使用させた。グリーンランドの自治政府はこれを承認したが、本国政府は承認しなかった。フェロー諸島とアイスランドも連合国によって占領されている。
デンマークは防共協定に参加し、デンマーク自由師団と呼ばれる義勇兵団が独ソ戦に参加するなどの一定の対独協力を強いられた。このためこの時期のデンマークは「モデル占領国」と評されることもある。しかしデンマーク政府にとってこの協力は本来不本意なものであり、ヒトラーがクリスチャン10世の誕生日に長い祝賀の手紙を送ったところ、クリスチャン10世の電報はたった一行「どうもありがとうございました。クリスチャン10世」（Meinen besten Dank. Chr. Rex）であったため、ヒトラーが激怒して内閣が親独派に変更されるという事件も起きている（占領下デンマークにおける電報危機）。戦局が枢軸国側に不利になった1943年に行われた、フォルケティングの選挙では、従来の与党が票を獲得したものの、国家社会主義者が勢力を伸ばすことはなかった。ドイツはデンマークにさらなる対独協力を求めたが、政府がこれを拒否したため、8月29日にドイツ占領軍は戒厳令を布告して直接統治下に置いた（サファリ作戦）。ユダヤ人の公式な移送が開始されたが、市民の協力によって99%がホロコーストから逃れることができた（デンマークユダヤ人の救出）。1945年5月、デンマーク駐留のドイツ軍が降伏したことによって占領は終結した。デンマークは政府としては連合国と交渉することはできなかったが、カウフマンの活動によって連合国の一員として認められ、国際連合の原加盟国の一つとなった。一方で、占領下に置かれていたアイスランドは、共和国として1944年に完全独立に至った。

## 現代
戦後は欧州共同体（EC）のなかの農業国家として比較的豊かな経済を維持し、福祉国家としても知られたが、冷戦下での外交では不安定を強いられた（ノルディックバランス）。しかし冷戦終結後は、ヨーロッパ連合（EU）の一員として、比較的安定した先進国の一つとなっている。フェロー諸島は1948年に自治政府を樹立し、EUには加盟せず、独自の通貨を用いるなど独自性を強めている。同じくグリーンランドも1979年に自治政府を樹立し、ECからも離脱した。フェロー諸島においては、将来的に独立国家としての道を模索していると言われている。

## 年表
- 793年　ヴァイキング、リンディスファーン修道院襲撃（ヴァイキング時代の始まり）
- 825年頃　ヘーゼビューで北欧初の貨幣鋳造
- 960年頃　ハーラル1世（青歯王）、デンマーク初のキリスト教王となる
- 1013年　スヴェン1世（双叉髭王）、イングランド王即位
- 1016年　クヌーズ（カヌート）、イングランド王即位
- 1018年　クヌーズ大王、デンマーク王に即位（北海帝国の樹立）
- 1028年　クヌーズ大王、ノルウェー王に即位
- 1157年　ヴァルデマー1世（ヴァルデマー大王）即位、内乱収拾（ヴァルデマー時代の始まり）
- 1219年　ヴァルデマー2世（勝利王）、エストニアを征服
- 1332年　国王不在時代（ - 1340年）
- 1340年　ヴァルデマー4世（再興王）即位（ - 1375年）
- 1370年　シュトラルズントの和議（ハンザ同盟に屈服）
- 1375年　マルグレーテ、実質的支配を開始
- 1380年　デンマーク・ノルウェー連合王国成立（ - 1814年）
- 1397年　カルマル同盟成立（スウェーデンとの実質的同君連合）
- 1448年　オレンボー朝開始
- 1460年　シュレースヴィヒ公国およびホルシュタイン公国併合（同君連合）
- 1479年　コペンハーゲン大学創設
- 1497年　デンマーク、ノルウェー、スウェーデンによる北欧王国同盟。カルマル同盟を強化
- 1509年　フィンランドに遠征。トゥルクで撃退される
- 1520年　ストックホルムの血浴
- 1523年　カルマル同盟崩壊（スウェーデン完全独立）
- 1534年　伯爵戦争（ - 1536年）
- 1537年　ノルウェー、デンマークの一州となる（デンマーク＝ノルウェー二重王国、ノルウェーの新教化）
- 1544年　シュレースヴィヒ＝ホルシュタイン公国を、ホルシュタイン＝ゴットルプ家に移譲（ - 1773年）
- 1559年　フレゼリク2世即位（ - 1588年）
- 1563年　スウェーデンと戦争（北方七年戦争 - 1570年）
- 1584年　クロンボー城完成
- 1588年　クリスチャン4世即位（ - 1648年）
- 1611年　カルマル戦争（ - 1613年）
- 1616年　クリスチャン4世、デンマーク東インド会社設立 - 19世紀）
- 1625年　クリスチャン4世、三十年戦争に介入
- 1627年　神聖ローマ皇帝軍、ユラン半島占領
- 1629年　リューベックの和約、皇帝軍撤退し、デンマークの三十年戦争終焉
- 1643年　スウェーデンと戦争（トルステンソン戦争 - 1645年）
- 1645年　ブレムセブルー条約（スウェーデンに屈服、大国時代の終焉）
- 1655年　北方戦争（ - 1661年）
- 1657年　カール・グスタフ戦争（ - 1660年）
- 1658年　スウェーデンによる氷上侵攻
- 1658年　ロスキレ条約（スウェーデンに屈服）
- 1660年　コペンハーゲン講和条約（スウェーデンと和解）
- 1661年　絶対王政成立
- 1675年　スコーネ戦争（ - 1679年）
- 1700年　大北方戦争（ - 1720年）
- 1720年　ストックホルム条約
- 1721年　グリーンランドに布教
- 1728年　コペンハーゲン大火
- 1772年　宮廷クーデター
- 1774年　王立グリーンランド貿易会社設立
- 1780年　武装中立同盟に参加
- 1800年　武装中立同盟に参加（ - 1801年）
- 1801年　イギリス帝国海軍と交戦（コペンハーゲンの海戦）
- 1802年　ロスチャイルドから150万ポンドの貸付を受ける
- 1807年　イギリス海軍、コペンハーゲン砲撃。デンマークはフランスと同盟
- 1814年　キール条約、ノルウェーをスウェーデンに譲渡（二重王国の解消）
- 1848年　スレースヴィ戦争（第一次シュレースヴィヒ＝ホルシュタイン戦争）（ - 1850年）
- 1863年　リュクスボー朝開始
- 1864年　スレースヴィ戦争（第二次シュレースヴィヒ＝ホルシュタイン戦争）（シュレースヴィヒ、ホルシュタイン公国を割譲）
- 1874年　アイスランド自治法成立
- 1876年　デンマーク社会民主党結成
- 1914年　第一次世界大戦で中立を保持（ - 1918年）
- 1918年　アイスランド、デンマーク王を国家元首として独立（アイスランド王国）
- 1920年　住民投票により北部スレースヴィ地方、デンマークに復帰
- 1939年　ナチス・ドイツと不可侵条約締結
- 1940年　ドイツ軍、デンマーク全土占領（モデル被占領国化、保護国）
- 1943年　ドイツが戒厳令を施行、占領体制の強化
- 1944年　アイスランド完全独立
- 1945年　連合国軍、デンマーク解放
- 1948年　フェロー諸島自治政府成立
- 1949年　北大西洋条約機構（NATO）に加盟
- 1960年　欧州自由貿易連合に加盟
- 1972年　マルグレーテ2世即位
- 1973年　ヨーロッパ共同体加盟
- 1979年　グリーンランド自治権獲得
- 1993年　マーストリヒト条約批准
- 2000年　国民投票でユーロ導入否決
- 2006年　ムハンマド風刺問題